# Spoorlijn Homburg - Neunkirchen
De spoorlijn Homburg - Neunkirchen onderdeel van de Pfälzische Ludwigsbahn is een Duitse spoorlijn in Saarland en is als spoorlijn 3282 onder beheer van DB Netze.

## Geschiedenis
De Bayerische Eisenbahngesellschaft der Pfalz-Rheinschanz-Bexbacher Bahn werd op 30 maart 1838 opgericht. De naam werd in mei 1844 veranderd in Pfälzische Ludwigsbahn-Gesellschaft.
Het traject werd in twee fases geopend:
- Homburg - voormalige grens Beieren - Pruisen: 6 juni 1849
- voormalige grens Beieren - Pruisen - Neuenkirchen: 20 oktober 1850

## Treindiensten
De Deutsche Bahn verzorgt het personenvervoer op dit traject met RB treinen.
| Serie | Treinsoort                      | Route                                                                                 | Bijzonderheden |
| ----- | ------------------------------- | ------------------------------------------------------------------------------------- | -------------- |
| RB 74 | Regionalbahn (DB Regio Südwest) | Illingen (Saar) – Neunkirchen (Saar) Hbf – Bexbach – Homburg (Saar) Hbf               |                |
| RB 76 | Regionalbahn (DB Regio Südwest) | Saarbrücken Hbf – Merchweiler – Neunkirchen (Saar) Hbf – Bexbach – Homburg (Saar) Hbf |                |

## Aansluitingen
In de volgende plaatsen is of was er een aansluiting op de volgende spoorlijnen:
Homburg (Saar) Hauptbahnhof
DB 3250, spoorlijn tussen Saarbrücken en Homburg
DB 3280, spoorlijn tussen Homburg en Ludwigshafen
DB 3281, spoorlijn tussen Homburg en Staudernheim
DB 3283, spoorlijn tussen Homburg en Einöd
DB 3284, spoorlijn tussen Homburg Hauptbahnhof en Homburg Rangierbahnhof
Bexbach
DB 3275, spoorlijn tussen Bexbach - Petrocarbona
Neunkirchen (Saar) Hauptbahnhof
DB 3240, spoorlijn tussen Saarbrücken en Neunkirchen
DB 3270, spoorlijn tussen Neunkirchen Hauptbahnhof en Neunkirchen-Heinitz
DB 3273, spoorlijn tussen Neunkirchen Hauptbahnhof W169 en W342
DB 3278, spoorlijn tussen Neunkirchen Hauptbahnhof en Saarstahl Nordanschluss
DB 3286, spoorlijn tussen Neunkirchen en Kraftwerk Bexbach
DB 3511, spoorlijn tussen Bingen en Saarbrücken

## Elektrificatie
Het traject werd in 1966 geëlektrificeerd met een wisselspanning van 15.000 volt 16⅔ Hz.

## Galerij

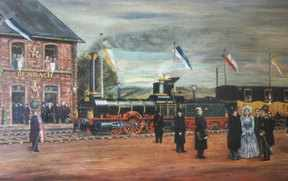
Opening van de lijn in Bexbach in 1849
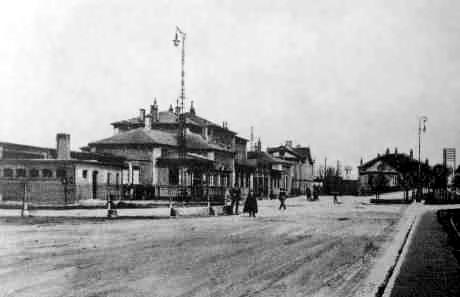
Homburg Hauptbahnhof in 1902